# Réaction acido-basique
 (juillet 2014).
 (décembre 2014).
Si vous disposez d'ouvrages ou d'articles de référence ou si vous connaissez des sites web de qualité traitant du thème abordé ici, merci de compléter l'article en donnant les références utiles à sa vérifiabilité et en les liant à la section « Notes et références ».

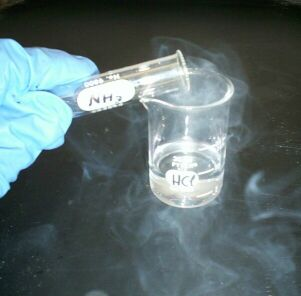
Photo d'un mélange d'acide chlorhydrique et d'ammoniac

Une réaction acido-basique ou réaction acide-base est une réaction chimique au cours de laquelle un corps chimique ou entité dite « acide » réagit avec une entité dite « basique » et nommée base. Dans le cas des solvants protiques, en particulier les solutions aqueuses, il se produit un transfert d'un ou plusieurs ions H+ de l'acide vers la base.
La notion de réaction acide-base comme transfert de « proton » date de peu après 1920, date à laquelle Rutherford introduit ce nom pour décrire l’ion H+ comme particule élémentaire (sans solvant). Elle entérine définitivement le succès scientifique de la théorie de dissociation ionique d'Arrhenius, initialement objet de la violente controverse contre les ionistes ou partisans des ions, minoritaires.
Un acide devient un corps chimique capable de se dissocier dans un solvant protique en libérant des ions H+ (protons, hydrons) en solution aqueuse. En réalité, les protons H+ libres ne sont pas présents en solution, mais se lient à des molécules d'eau pour former des ions hydronium, les plus simples des ions oxonium, H3O+, plus ou moins solvatés. Une base est une entité chimique capable de capter un ou plusieurs protons H+ et de libérer l'ion hydroxyde, HO−, opposé basique et complémentaire du proton ou de l'ion hydronium acide.
Cette vision unitaire postule simplement un échange de proton entre un acide (donneur de proton) conjugué et une base (acceptrice de proton) conjuguée. Les réserves aux propositions formulées en 1921 par Joannes Brønsted et Thomas Lowry, concernant par exemple des corps chimiques singuliers comme l'ammoniac ou le trifluorure de bore, conduisent en 1923 à la théorie formulée par Gilbert Lewis, d'une portée plus générale et plus englobante, mais basée sur l'échange d'un doublet électronique, soit une paire d'électrons en couches superficielles. Une base de Lewis cède un doublet électronique alors qu'un acide de Lewis accepte le doublet.

## Théorie acide-base de Brønsted-Lowry
On appelle acide au sens de Brønsted toute espèce chimique capable de céder un ou plusieurs protons H+. Par exemple, l'acide acétique ou éthanoïque de formule chimique CH3CO2H est capable de céder un proton H+. Il s'agit donc d'un acide au sens de Brønsted.
Un polyacide est capable de céder plusieurs protons. Par exemple, l'acide citrique C6H8O7 est un triacide parce qu'il peut céder trois protons. 
On appelle base au sens de Brønsted toute espèce chimique capable de capter un ou plusieurs protons H+. Par exemple, l'ion acétate CH3CO2− est capable de capter un proton H+ pour donner l'acide éthanoïque. Il s'agit donc d'une base au sens de Brønsted.
Dans ce cadre théorique, le potentiel hydrogène ou pH est la valeur négative du logarithme décimal de l'activité chimique (a) en ions hydrogène H+, l'activité étant sans dimension.
{\displaystyle {\ce {pH}}=-\log _{10}(a_{{\ce {H+}}})=\log _{10}\left({\frac {1}{a_{{\ce {H+}}}}}\right)}
L'activité chimique (a) des ions H+ sous leur forme hydratée H3O+ correspond à leur concentration réelle en solution aqueuse au sens thermodynamique du terme pour tenir compte également de la présence des autres ions en solution et des interactions électrostatiques entre ions lorsqu'ils sont suffisamment proches. L'activité (a) est le produit du coefficient d'activité (gamma: γ) et de la concentration (C) exprimée en mole/L.
a = γ C
où : 
a: activité en ions H3O+ (pas d'unité, car en fait, la concentration (C) est divisée par une concentration standard de référence prise égale à l'unité (Co = 1 mol/L = 1 M) afin de s'affranchir des unités, voir ici)
γ: coefficient d'activité des ions H3O+ (pas d'unité non plus)
C: concentration en ions H3O+ (unité: mol/L dont on s'affranchit en divisant implicitement par Co = 1 mol/L = 1 M)
Si la solution est suffisamment diluée (c.-à-d., si les ions en solution sont assez éloignés les uns des autres et n'interagissent pas, ou assez peu), le coefficient d'activité (γ) est proche de l'unité et l'activité (a) des ions H3O+ peut raisonnablement être approximée par leur concentration molaire (C = [H3O+]). 
{\displaystyle {\ce {pH}}=-\log _{10}(C_{{\ce {H_3O+}}})=\log _{10}\left({\frac {1}{C_{{\ce {H_3O+}}}}}\right)}
{\displaystyle \mathrm {pH} =-\log _{10}[\mathrm {H_{3}O^{+}} ]}
Le pH est alors plus simplement exprimé comme étant la valeur négative du logarithme décimal de la concentration molaire (C, mol/L) en ions hydronium notée [H3O+]. Le pH n'a pas d'unité, car l'activité (« concentration thermodynamique ») des ions H3O+ au départ de l'équation n'en a pas non plus. Cette définition simplifiée du pH est la plus courante et la plus utilisée. 
La réaction d'autoprotolyse de l'eau s'écrit : H3O+ + OH- ⇌ 2 H2O. Les équations de demi-réactions s'écrivent : H3O+ ⇌ H2O + H+ et OH- + H+ ⇌ H2O. Le produit ionique de l'eau est constant égal à 10-14 : [H3O+].[OH-] = 10-14. Par conséquent on peut écrire : 
{\displaystyle pH=-\log _{10}[H_{3}O^{+}]=14+\log _{10}[OH^{-}]}
La raison de l'usage du logarithme est moins surprenante qu'il n'y paraît: les concentrations en ion H3O+ en solution varient sur un grand nombre d'ordres de grandeur (C = 1, 0.1, 0.01, 0.001, 0.00001, ... mol/L) et lorsque leurs variations sont trop importantes, il est impossible de les visualiser clairement toute ensemble sur un seul et même graphique. Une échelle logarithmique s'impose dès lors pour toute représentation graphique lisible. Par facilité, on se débarrasse également du signe moins (-) en prenant la valeur négative du logarithme. Il ne faut pas chercher plus loin d'autres explications à la définition mathématique du pH. Les calculs d'équilibres chimiques en solution aqueuse font également largement appel aux logarithmes, ce qui est une autre raison de cette définition, moins arbitraire qu'il n'y paraît au premier abord. 
Dans le cadre de cette théorie, les acides sont reconnaissables en solution aqueuse par un pH inférieur à 7 et les bases par un pH supérieur à 7. Si la concentration est très forte, avoisinant par le bas une mole par litre, le pH qui tend vers 0 n'a plus de sens physique.
Les acides et les bases peuvent être regroupés en couples acide/base. En effet, un acide perdant un proton H+ produit une molécule appelée base conjuguée, qui est capable de capter un proton. 
Exemples
- CH3CO2H / CH3CO2−
- NH4+ / NH3
- C2H5CO2H / C2H5CO2−

La réaction Acide ⇌ Base + H+ est une réaction équilibrée dont la constante d'équilibre Ka est notée fréquemment sous la forme logarithmique négative (–log10(Ka)= pKa). Plus le pKa est élevé, plus l'acide est faible. Un acide fort est un acide dont le pKa est négatif. Dans ce cas on considère qu'en ne dépassant pas une certaine limite en concentration la dissolution est totale et on peut écrire une simple flèche : Acide + eau → Base + H3O+. Pour une base forte on peut écrire aussi : Base + eau → Acide + OH-.
Parfois, suivant les réactions, certaines molécules peuvent se comporter à la fois comme un acide ou une base. Ces substances sont des ampholytes. On dit aussi qu'ils ont un caractère amphotère. L'eau par exemple est un ampholyte. En effet, deux couples acide/base sont possibles :
- H2O/HO− (pKa = 15,74 à 25 °C[1])
- H3O+/H2O (pKa = –1,74 à 25 °C[1])

L'acidité ou la basicité d'un ampholyte se définit par rapport au réactif avec lequel on l'associe. En effet, l'eau est une base en présence d'un acide lorsqu'une des paires électroniques de l'atome d'oxygène accepte un proton. À l'inverse, si une molécule d'eau cède un de ses deux protons à une base elle se comporte comme un acide.

### Réaction acido-basique
Une réaction acido-basique met en jeu deux couples acide-base : le couple Acide1 / Base1 et le couple Acide2 / Base2.
Une réaction acide-base est une transformation chimique entre l'acide d'un couple et la base d'un autre couple acide/base, par l'intermédiaire d'un échange d'ions H+.
Pour équilibrer l'équation de la réaction qui a lieu entre les deux couples, on établit les demi-équations associées à chaque espèce chimique, puis on les additionne de façon à ne plus avoir de proton H+ (c'est-à-dire obtenir autant d'ions du côté des réactifs et des produits).
L'équation complète est donc une combinaison linéaire des deux demi-équations spécifiques de chaque couple :
- Acide1 ⇌ Base1 + n H+
- Base2 + n H+ ⇌ Acide2
- Acide1 + Base2 ⇌ Base1 + Acide2 (cette équation est dite une « équation-bilan ».)

On met en présence une solution acide de chlorure d'ammonium (NH4+(aq), Cl−(aq)) et une solution basique de soude (Na+(aq), HO−(aq)). On observe alors un dégagement gazeux d'ammoniac NH3. Les ions Na+(aq) et Cl−(aq) ne participent pas à la réaction : ce sont des ions spectateurs. Il y a donc eu un transfert de proton de l'acide NH4+ vers la base HO−.
On écrit alors :
NH4+ ⇌ NH3 + H+
HO− + H+ ⇌ H2O
On a donc NH4+(aq) + HO−(aq) ⇌ NH3(g) + H2O(l). C'est l'équation-bilan de la réaction acido-basique. La position de l'équilibre est dépendante des valeurs de pKa des couples concernés. Dans le cas présent, pKa(H2O/HO−) > pKa(NH4+/NH3)
donc la réaction est déplacée vers la droite (NH3 est une base faible).

### Quelques couples acide-base
Tous les couples acide-base s'écrivent sous la forme acide/base.
| Couple acide-base                                                 | Acide       | Base        |
| ----------------------------------------------------------------- | ----------- | ----------- |
| ion hydronium / eau                                               | H3O+        | H2O         |
| eau / ion hydroxyde                                               | H2O         | HO−         |
| acide éthanedioïque (acide oxalique) / ion hydrogénoxalate        | C2O4H2      | HC2O4−      |
| ion hydrogénoxalate / ion éthanedioate                            | HC2O4−      | C2O42−      |
| acide phosphorique / ion dihydrogénophosphate                     | H3PO4       | H2PO4−      |
| ion dihydrogénophosphate / ion hydrogénophosphate                 | H2PO4−      | HPO42−      |
| ion hydrogénophosphate / ion phosphate (ou orthophosphate)        | HPO42−      | PO43−       |
| dioxyde de carbone / ion hydrogénocarbonate                       | CO2, H2O    | HCO3−       |
| ion hydrogénocarbonate / ion carbonate                            | HCO3−       | CO32−       |
| acide sulfurique / ion hydrogénosulfate                           | H2SO4       | HSO4−       |
| ion hydrogénosulfate / ion sulfate                                | HSO4−       | SO42−       |
| dioxyde de soufre / ion hydrogénosulfite                          | SO2, H2O    | HSO3−       |
| ion hydrogénosulfite / ion sulfite                                | HSO3−       | SO32−       |
| ion hydroxylammonium / hydroxylamine                              | NH3OH+      | NH3O        |
| ion diméthylammonium / diméthylamine                              | (CH3)2NH2+  | (CH3)2NH    |
| ion méthylammonium / méthylamine                                  | CH3NH3+     | CH3NH2      |
| phénol / ion phénolate                                            | C6H5OH      | C6H5O−      |
| ion ammonium / ammoniac                                           | NH4+        | NH3         |
| acide borique / ion borate                                        | H3BO3       | H2BO3−      |
| acide hypochloreux / ion hypochlorite                             | HCIO        | CIO−        |
| acide propanoïque / ion propanoate                                | C2H5COOH    | C2H5COO−    |
| acide ascorbique / ion ascorbate                                  | C6H8O6      | C6H7O6−     |
| acide méthanoïque (formique) / ion méthanoate (ion formiate)      | HCOOH       | HCOO−       |
| acide acétylsalicylique / ion acétylsalicylate                    | C8O2H7COOH  | C8O2H7COO−  |
| acide nitrique (acide azotique)/ ion nitrate                      | HNO3        | NO3−        |
| acide nitreux / ion nitrite                                       | HNO2        | NO2−        |
| fluorure d'hydrogène (acide fluorhydrique anhydre) / ion fluorure | HF          | F−          |
| acide acétique / ion acétate                                      | CH3COOH     | CH3COO−     |
| acide éthanoïque (acétique) / ion éthanoate (ion acétate)         | CH3COOH(aq) | CH3COO−(aq) |

### La constante d'acidité Ka
On peut classer les couples acide-base sur une échelle de pKa. La règle du gamma permet de visualiser la réaction prépondérante : acide fort + base forte → base conjuguée faible + acide conjuguée faible. Le pKa est le cologarithme de la constante d'acidité définie comme la concentration de la base conjuguée divisée par la concentration de l'acide le tout multiplié par la concentration en ion hydronium.
{\displaystyle K_{a}={\frac {[A^{-}]}{[AH]}}\times [H_{3}O^{+}]\Rightarrow pK_{a}=pH-\log _{10}{\frac {[A^{-}]}{[AH]}}\Rightarrow pH=pKa+\log _{10}{\frac {[A^{-}]}{[AH]}}}
Donc si le pH est égal au pKa on a un mélange égal entre l'acide et la base conjuguée. Si le pH est supérieur au pKa la concentration de la base conjuguée est plus forte que celle de l'acide tandis que si le pH est inférieur au pKa la concentration de la base conjuguée est plus faible que celle de l'acide.
Pour un même couple acido-basique on peut définir une constante de basicité Kb :
{\displaystyle K_{b}=[OH^{-}]\times {\frac {[AH]}{[A^{-}]}}={\frac {10^{-14}}{[H_{3}o^{+}]}}\times {\frac {[AH]}{[A^{-}]}}\Rightarrow pK_{b}=14-pH-\log _{10}{\frac {[AH]}{[A^{-}]}}=14-pK_{a}}

## Polybases et polyacides
L'ion oxalate C2O42− est une dibase susceptible de réagir avec deux ions H+. L'ion phosphate (ou orthophosphate) PO43− est une tribase susceptible de réagir avec trois ions H+.
De même l'acide oxalique H2C2O4 (HOOC-COOH, acide éthanedioïque) est un diacide qui peut se dissocier en libérant deux ions H+. L'acide phosphorique H3PO4 est un triacide qui peut se dissocier en libérant trois ions H+. 
Ces espèces chimiques réagissent par échanges successifs d'ions H+ (un ion H+ après l'autre).
Les ions intermédiaires hydrogénoxalate HC2O4−, dihydrogénophosphate H2PO4− ou hydrogénophosphate HPO42− sont donc amphotères : ce sont des ampholytes.

## Ampholytes particuliers
Certaines espèces chimiques sont amphotères en raison de leur structure moléculaire particulière. On distingue par exemple :
- les acides aminés ;
- les zwitterions (ou amphions).

Les acides aminés comportent au moins deux groupes fonctionnels, l'un acide (un groupe carboxyle), l'autre basique (un groupe amine).
Les zwitterions possèdent deux charges électriques opposées sur deux groupes distincts ou deux atomes non adjacents. En fonction du pH de la solution, la forme acide ou basique devient majoritaire.

## Théorie acido-basique de Lewis
Un acide est toute espèce qui peut accepter une paire d'électrons offerte par une autre espèce chimique lors d'une réaction. Un acide de Lewis est un accepteur d'électrons (électrophile).
- Un acide de Lewis est caractérisé par :

1. Une fraction de charge positive sur l'atome central (due à la forte électronégativité des atomes liés à ce centre) ;
2. La capacité d'accepter une paire d'électron supplémentaire.

Exemples : H+, AlH3.
- Une base est toute espèce qui possède une paire d'électrons non-liante et qui peut offrir une paire d'électrons à une autre espèce chimique lors d'une réaction. Une base de Lewis est donc un donneur d'électrons (nucléophile).

Exemples : NH3 (une paire non-liante), HO− (une paire non-liante).
BF3 est un acide de Lewis, le bore porte une charge partielle positive à cause de la très grande électronégativité des atomes de fluor qui captent vers eux les électrons du bore ; NH3 est une base, car l'atome d'azote porte une paire d'électrons non-liants.
Remarques
- Un solvant protique peut fournir et/ou capter un ion H+. Il joue alors le rôle de l'acide et/ou de la base. L'eau, l'ammoniac, le méthanol, l'acide éthanoïque, l'acide sulfurique, etc., ont ce statut de solvant protique accepteur et donneur de proton. Pour chacun d'entre eux, il existe l'équivalent du produit ionique de l'eau.
- Un solvant tel un éther-oxyde (R-O-R) peut capter un proton mais ne peut pas en donner. Un tel solvant ne possède qu'un unique Ka. Il n'existe donc pas l'équivalent du produit ionique de l'eau.
- Un solvant tel le benzène et le pentane ne peut donner ni accepter de proton. Il n'a donc aucune relation de nature acide-base avec ses solutés.
- L'eau et les solvants protiques agissent soit comme base soit comme acide, parce qu'ils ont des sites acides et basiques dans leur structure moléculaire. L'eau peut agir :
  - comme base en engageant une paire d'électrons libres de l'atome d'oxygène ;
  - comme acide en cédant un de ses atomes d'hydrogène sous forme d'ion H+.
- Le modèle des acides et des bases proposé par Brønsted s'apparente à celui proposé par Lewis. Le modèle des acides et des bases de Lewis considère l'interaction d'un électrophile (ex. : ion Cu2+) et d'un nucléophile (ex. : NH3) pour donner un complexe. L'interaction acide-base au sens de Brønsted peut être considérée comme un cas particulier de l'interaction électrophile-nucléophile du modèle de Lewis où l'ion H+ est l'électrophile et la base de Brønsted est le nucléophile. Il faut noter que les termes électrophile et nucléophile ont quelques différences avec leur utilisation comme centre électrophile et centre nucléophile en chimie organique.
- Dans la réaction acide-base au sens de Brønsted, une base ne peut réagir avec un ion H+ qu'en établissant une liaison covalente avec cet ion dépourvu d'électrons, et doit donc fournir le doublet liant de la liaison covalente.